# Pittosporum brevicalyx
Pittosporum brevicalyx là một loài thực vật có hoa trong họ Pittosporaceae. Loài này được (Oliv.) Gagnep. miêu tả khoa học đầu tiên năm 1908.